# Penelope Spheeris
Penelope Spheeris (2 de dezembro de 1945) é uma diretora, produtora e roteirista estadunidense.